# Elisabeth Öllsjö
Elisabeth Öllsjö, Dina Elisabet Öllsjö, ursprungligen Johansson, född 5 maj 1913 i Torups församling, Halland, död 30 juli 2002 i samma församling, var en svensk missionär, evangelist, lärare och författare.
Öllsjö växte upp i en luthersk lantbrukarfamilj på gården Öllsjö i Torups socken i Halland. Hon mötte i 20-årsåldern den unga pingstväckelsen i Nissadalen och blev medlem i Filadelfia, Oskarström. Hon arbetade som evangelist i sina hemtrakter och språkstudier per korrespondens inleddes då hon kände en längtan efter att bli missionär i Afrika. Först kom hon dock att arbeta i Belgien under fjorton år bland de fattiga fransktalande människorna i kolgruvedistrikten i söder.
År 1960 kom hon så till Afrika där hon under många år arbetade i skolor, med kvinnoundervisning och evangeliskt arbete i Kongo-Kinshasa och i Burundi. Hon var bildad men hade också en stark vilja att hjälpa människor som hade det svårt. Många gånger gjorde hon sina missionärskamrater oroade när hon i sin iver att hjälpa bortsåg från sin egen säkerhet. Hon gjorde viktiga banbrytande insatser, bland annat i Muyingaområdet i Burundi och vann hjärtan i såväl guvernörsfamiljer som i fängelser.
Hon odlade också sin litterära talang, skrev dikter och berättelser. Hon var även sångförfattare, hennes sång Det var för stjärnans skull som hon tillsammans med Alvar Edin är upphovsman till finns utgiven på två av Edins plattor. Som pensionär vistades hon i Småland och Halland.
Hon var syster till missionären Tage Johansson (1919–2007). Hon var ogift.